# Měšťanská střelnice Olomouc
Měšťanská střelnice Olomouc (někdy také „rotunda“) byla unikátní klasicistní stavbou z roku 1838, která byla postavena podle architekta Antona Arche. 
V únoru roku 1838 podal olomoucký střelecký spolek žádost o povolení k demolici původní, staré, budovy střelnice a o povolení ke stavbě nové. V září téhož roku již byla nová střelnice dokončena a 19. září byla slavnostně podepsaná zakládací listina, a to císařským princem arcivévodou Karlem Ferdinandem, olomouckým arcibiskupem a dalšími významnými hosty. Finance byly poskytnuty olomouckým magistrátem s tím, že měly být po 20 guldenech spláceny. 
Poprvé byla stavba zasažena první světovou válkou a po ní následující první republikou. Obyvatelé Olomouce si po roku 1918 našli jiná místa, kde trávili svůj čas a střelnice z dob Rakouska-Uherska již nebyla v módě. 
Roku 1938 byla střelnice prodána firmě Ander a syn Olomouc. Po tomto prodeji místo, kde se celých 100 let odehrával společenský život města zcela pozměnilo svou funkci. Nový vlastník hodlal areál přepracovat na sportovní areál, kde měl být i firemní společenský dům pro sportovce. Architektonické soutěže vypsané na toto téma se zúčastnili: B. Fuchs, O. Poříska (který ji vyhrál), A. Drábek, L. a Č. Šlapetové. Následně byly ale původní plány zredukovány na provizorní přestavbu. Namísto hostince bylo postaveno dětské hřiště a o kousek dál stadion a tenisové kurty.  
Stavba byla v roce 1991 prohlášena za památkově chráněný objekt Ministerstvem kultury ČR. V té době ji vlastnil SK Olomouc. Po roku 1996 stavba přešla spolu s dalším areálem parku na město Olomouc, které ji pronajalo firmě Ariel s.r.o.
Střelnice stála v menším parku Na střelnici až do roku 1998, kdy stavbu postihl požár a následně byla stržena.